# Ardengo Soffici
Ardengo Soffici (* 7. April 1879 in Rignano sull’Arno; † 19. August 1964 in Vittoria Apuana di Forte dei Marmi) war ein italienischer Kunstkritiker, Illustrator und Maler des Futurismus.

## Leben
Soffici begann 1897 an der Accademia di Belle Arti in Florenz zu studieren, wechselte dann an die Scuola libera del nudo und landete schließlich in Paris, wo er sich 1904 als Kunstkritiker und Illustrator etablieren konnte. Er bekam dort Kontakt zu Pablo Picasso, Georges Braque, Max Jacob, Guillaume Apollinaire und Gino Severini. 1907 kehrte er zeitweilig nach Florenz zurück, wo er Freundschaft mit Giovanni Papini schloss, für dessen Zeitung Leonardo er Artikel verfasste. Ab 1908 war er auch für die neue Literaturzeitschrift La Voce tätig, in der zahlreiche seiner Essays über französische Malerei und Literatur erschienen. In Paris vom Kubismus geprägt, entwickelte sich Soffici zum scharfen Kritiker des Futurismus. Als 1911 in La Voce eine vernichtende Kritik der Mailänder Futurismusausstellung erschien, kam es zur Strafexpedition von Marinetti, Boccioni und Carrà nach Florenz, in deren Verlauf sich jedoch die Streitparteien aussöhnten und zusammenarbeiteten. Im Jahr 1913 gründeten Soffici und Papini mit Lacerba ein weniger elitäres Kunstmagazin, das sich bald zum wichtigsten Sprachrohr der italienischen Futuristen entwickelte. Soffici nahm nun regelmäßig an den Ausstellungen der Futuristen teil, seine Bilder blieben jedoch weiterhin stark dem Kubismus verbunden. Mit Artikeln wie Cubismo e oltre und Cubismo e futurismo versuchte er, eine Brücke zwischen diesen beiden Kunstrichtungen zu schlagen.
Mit der Zuwendung Marinettis zur Politik, die 1914 begann, entstand auch die Entfremdung, die ihren Ausdruck im kritischen Artikel Futurismo e Marinettismo fand, in dem 1915 neben Soffici auch Papini und Palazzeschi gegen die Mailänder Futuristen in Lacerba zu Felde zogen. Marinetti wurde vor allem eine Verwässerung des künstlerischen Standards des Futurismus durch großzügige Aufnahme neuer Mitglieder vorgeworfen. Damit endete auch Sofficis Zuwendung zum Futurismus, der sich zuletzt der gegenständlichen Malerei widmete.